# Kuszyn
Kuszyn [pronunciación en polaco: /ˈkuʂɨn/] es un pueblo ubicado en el distrito administrativo de Gmina Mycielin, dentro del condado de Kalisz, Voivodato de la Gran Polonia, en el centro-oeste de Polonia.